# Baye (Marne)
Baye település Franciaországban, Marne megyében. Lakosainak száma 390 fő (2022. január 1.). Baye Champaubert, Bannay, Congy, Fromentières, Talus-Saint-Prix és Villevenard községekkel határos.

## Népesség
A település népességének változása:
| Lakosok száma | 528  | 483  | 444  | 373  | 408  | 419  | 410  | 386  | 386  | 390  |
|               | 1968 | 1982 | 1990 | 2006 | 2013 | 2015 | 2017 | 2019 | 2020 | 2022 |